# 迈杰里·玛尔陶
迈杰里·玛尔陶（匈牙利語：Megyeri Márta，1952年8月29日—），匈牙利前女子手球运动员。她曾代表匈牙利国家队参加1976年夏季奥林匹克运动会手球比赛，获得一枚铜牌。